# Генріх Даніель Румкорф
Генріх Даніель Румкорф (нім. Heinrich Daniel Rühmkorff; 15 січня 1803, Ганновер — 20 грудня 1877, Париж) — німецький винахідник, механік, творець котушки Румкорфа — пристрою для отримання імпульсів високої напруги.

## Життєпис
Народився в Ганновері 15 січня 1803 року.
1825 року вступив працівником до майстерні К. Шевальє в Парижі, а 1840 року заснував власну механічну майстерню і магазин, які здобули добру репутацію завдяки високій якості його електричних приладів.

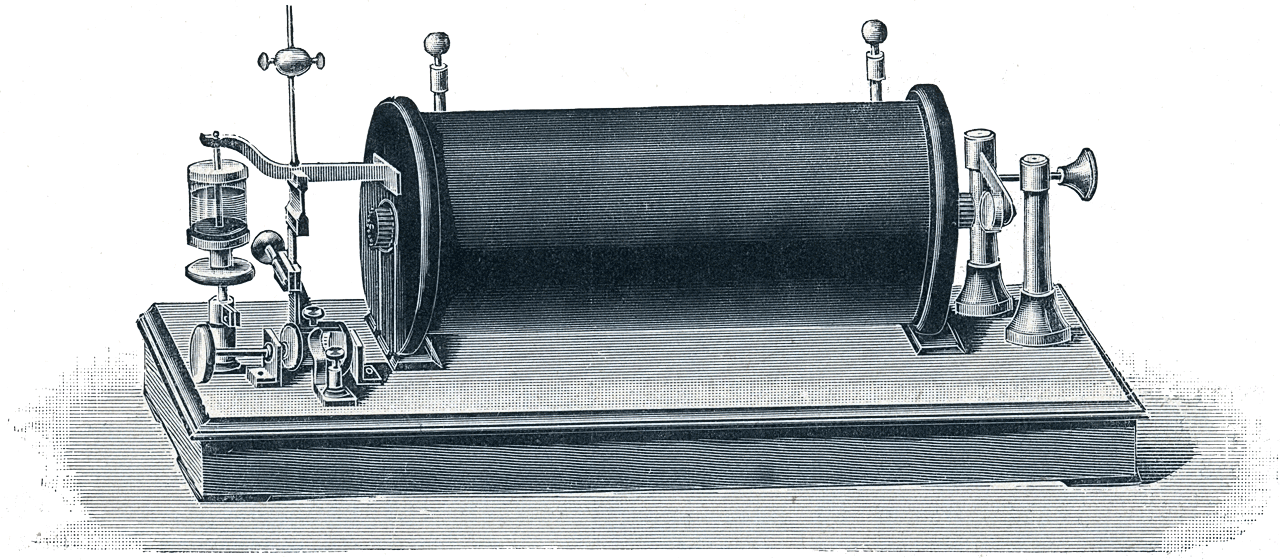
Котушка Румкорфа

Відомий завдяки індукційному пристрою — так званій котушці або спіралі Румкорфа. Першу версію своєї індукційної котушки, прототипом якої була індукційна котушка Антуана Массона, запатентував 1851 року, і її успіх був таким, що 1858 року йому присуджено премію Наполеона III у розмірі 50 тисяч франків, яку видавали за найважливіші відкриття у галузі застосування електрики.
Помер 20 грудня 1877 року в Парижі.